# Carl Oliver
Carl Oliver (Bahamas, 30 de enero de 1969) es un atleta bahameño retirado, especializado en la prueba de 4x400 m en la que llegó a ser medallista de bronce olímpico en 2000.

## Carrera deportiva
En los JJ. OO. de Sídney 2000 ganó la medalla de bronce en los relevos 4x400 metros, con un tiempo de 2:59.23 segundos, tras Nigeria y Jamaica, siendo sus compañeros de equipo: Avard Moncur, Troy McIntosh y Chris Brown.